# Concilio di Toledo VI
Il sesto concilio di Toledo fu il secondo concilio convocato dal re Chintila e aperto il 9 gennaio 638 nella chiesa di Santa Leocadia a Toledo. Vi parteciparono cinquantatré vescovi, compresi quelli della Gallia Narbonense che non avevano partecipato al concilio priorale per motivi politici. Il concilio fu quindi una riunione dell'intera chiesa di Spagna (sia della Spagna romana che della Gallia). Il suo scopo primario fu quello di riaffermare i decreti del concilio V del 636 e di ristabilire la pace interna.
Quattro dei diciannove canoni del concilio erano specificamente politici, il resto riguardava ebrei, monaci, penitenti, liberti, ordini sacri, benefici e beni ecclesiastici.
Il conciio affermò i decreti del concilio V sulla sicurezza del re e della sua famiglia. Scomunicò anche coloro che fuggivano all'estero e lì complottavano contro il re o lo mettevano in pericolo in altro modo. Venne pronunciato un anatema su tutti coloro che avevano attaccato il re o cospirato per rovesciarlo e usurpare il suo trono. Un successore di un re assassinato veniva disonorato se non puniva i regicidi.
Il concilio confermò il possesso permanente dei beni dati alla chiesa da chiunque e stabilì le pene per simonia. Infine, furono dapprima prese alcune misure contro gli ebrei, sembra per compiacere il papa, che le aveva pretese in una lettera.